# Пангея

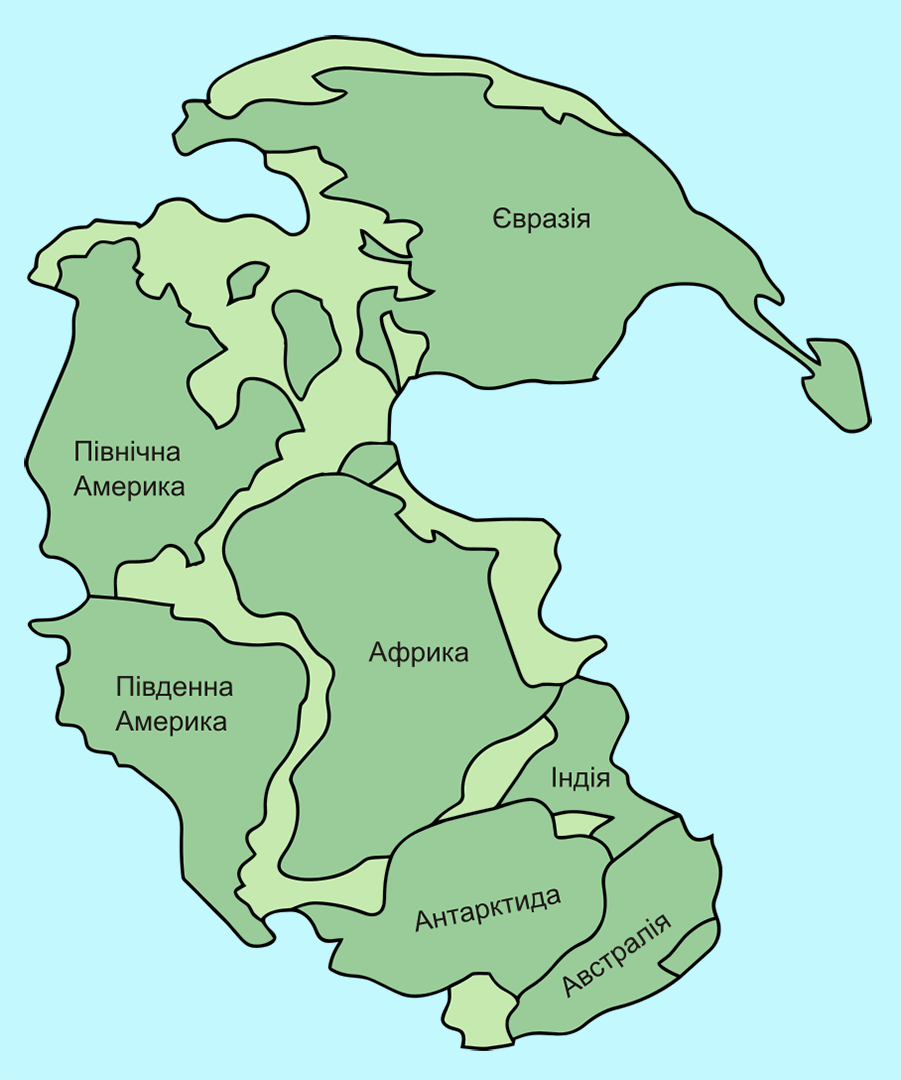
Карта Пангеї

Пангея (від грец. γη, трансліт. gê, досл. «Земля» та грец. παν, трансліт. pan, досл. «все», буквально «вся Земля») — назва, дана Альфредом Веґенером надконтиненту, який раніше містив у собі майже весь суходіл. Пангея існувала наприкінці Кам'яновугільного та на початку Юрського періодів. Утворення відбулося приблизно 300 мільйонів років тому, початок руйнації — близько 175 мільйонів років тому. На відміну від сьогоденної Землі та її розподілу континентів, майже вся Пангея знаходилася в південній півкулі і була оточена океаном Панталасса.

## Формування
За сьогоденною теорією суперконтинентальних циклів утворення суперконтиненту і його руйнування має циклічний характер. Існувало ще кілька надконтинентів перед утворенням Пангеї. Четвертим від сьогодення є надконтинент Колумбія або Нуна, існував 2,0-1,8 млрд років томуКолумбія/Нуна розпалася, і в наступним надконтинентом була Родинія, що утворилася через акрецію уламків попереднього надконтиненту. Родинія існувала 1100-750 мільйонів років тому.
Через руйнацію Родинії були утворені Прото-Лавразія, прото-Гондвана і менший за розмірами Конголезький кратон. Прото-Лавразія і Прото-Гондвана були розділені океаном Прототетіс. Надалі Прото-Лавразія зазнала руйнації утворивши континенти Лаврентія, Ангарида і Балтика. Балтика з часом зазнала дрейфу на схід від Лаврентії і Ангарида — на північний схід від Лаврентії. Руйнація також створила два нових океани — Япет і Палеоазійський. Більшість із зазначених кратонів знову об'єдналися і утворили відносно недовговічний суперконтинент Паннотія, проте Паннотія зазнала руйнації 540 млн років тому, на початку кембрійського періоду, утворивши континенти Лаврентія , Балтика та південний надконтинент Гондвана.
У кембрійський період, континент Лаврентія, який згодом стане Північної Америкою, розташовувалась на екваторі і омивана трьома океанами: Панталасса на півночі і заході, Япет на півдні і Хантський океан на сході. На початку ордовика, близько 480 млн років тому, мікроконтинент Авалонія — террейн, що є підмурівком сьогоденного східного Ньюфаундленду, півдня Британських островів, частини Бельгії, північної Франції, Нової Шотландії, Нової Англії, Іберії і північного заходу Африки — відколовся від Гондвани і почав свою подорож до Лаврентії Балтика, Лаврентія, і Авалонія наприкінці ордовика, утворили невеликий надконтинент Євроамерика або Лаврусія, закриваючи океан Япет. Зіткнення також призвело до утворення північних Аппалачів . Ангарида розташовувалась неподалік від Лаврусії їх розокремлював Хантський океан. У той же час Гондвана дрейфувала повільно до Південного полюса. Це був перший крок до утворення Пангеї
Другим кроком у формуванні Пангеї було зіткнення Гондвани з Євроамерикою. За силурійського часу, 440 млн років тому, Балтика вже зіткнулася з Лаврентію, утворюючи Євроамерику. Авалонія ще не зіткнулася з Лаврентію але дрейфувала у її напрямку, при цьому океан Япет поволі закривався. Тим часом, південна Європа відокремилася від Гондвани і почала рух в бік Євроамерики новоствореним океаном Реїкум і зіткнулася з південною Балтикою в девоні, хоча цей мікроконтинент на той час був занурений під воду. Острівна дуга відколовшись від Сибіру, зіткнулись з Балтикою, яка згодом стала частиною суперконтиненту Лавруссія, а на утвореній континентальній корі розпочався розвиток рифтів, що призвело до виникнення океанічного басейну — Уральський океан, який відокремив Східно-Європейський континент від Сибірського. Острівна дуга також спричинили закриття попередника Уральського океану — Хантського океану.
До кінця силуру, Північно- і Південно-Китайський кратони відділилися від Гондвани і почали дрейф на північ, скорочуючи океан Прото-Тетіс на своєму шляху і відкриваючи новий океан Палео-Тетіс, на півдні. У девонський період, сама Гондвана зазнала дрейфу в бік Євроамерики, в результаті чого океан Реїкум скоротився. У ранньому карбоні на північному заході Африка зазнала колізії з південно-східним узбережжям Євроамерики створюючи південну частину Аппалачів, і гори Атлас. Південна Америка зазнала дрейфу на північ до південної Євроамерики, в той час як східна частина Гондвани (Індія, Антарктида і Австралія) зазнали дрейфу від екватора до Південного полюса. Північний і Південний Китай були окремими террейнами. Мікроконтинент Казахстанія зазнав колізії з Сибіром. (Сибір був окремим континентом протягом мільйонів років, від руйнації надконтиненту Паннотія у середньому карбоні.)
Захід Казахстанії зазнав колізії з Балтикою в пізньому карбоні, закриваючи Уральський океан між ними і захід Прото-Тетису (Уральський орогенез), викликаючи утворення не тільки Уралу, а й надконтиненту Лавразія. Це був останній крок формування Пангеї. Тим часом, Південна Америка зіткнулася з півднем Лаврентії, закриваючи Реїкум і утворюючи південну частину Аппалачів і гір Уошито. На цей час, Гондвана розташовувалась поблизу Південного полюса і льодовики формувалися в Антарктиді, Індії, Австралії, Південній Африці та Південній Америці. Террейн Північного Китаю зізнає колізії з Сибіром у пізньому карбоні, повністю закриваючи океан Прото-Тетіс.
До початку пермського періоду, Кімерійський террейн відколовся від Гондвани і розпочав дрейф до Лавразії, замикаючи тим самим океан Палео-Тетіс, але утворюючи новий океан — Тетіс, в його південній частині. Більшість суші були об'єднано в одному континенті. До тріасового періоду Пангея повертається і Кімерійський террейн продовжує дрейфувати по Палео-Тетісу, що зменшується, до середнього юрського періоду. Палео-Тетіс закривався із заходу на схід, створюючи Мезозойську складчастість. Пангея, яка мала вигляд, як літера C, з новим океаном Тетіс всередині С, зазнала рифтогенезу і руйнації у середній юрі.

## Географія Пангеї у Пермському періоді
Після формування у Пермському періоді Пангеї, майже всі існуючі землі увійшли до її складу. Окремо від неї залишились лише платформа Янцзи (Серединний Китай), частина Індокитаю та Кімерійська земля, які були розташовані в океані Тетіс. Пангея мала форму літери «С», центр якої перебував на екваторі. На широті екватора Пангея була перегорожена широким гірським пасмом, що простяглося зі сходу на захід, яке називають Герцинські гори. Уся центральна частина від 40° південної широти до 40° північної широти була вкрита пустелями. Ця пустельна частина відповідає сучасним Північній Америці, Південній Америці, Африці та Європі. Північна Європа (область Північного моря) була вкрита мілким дуже солоним внутрішнім морем, яке періодично відновлювало зв'язок з океаном. Європа була відділена від Сибіру вузьким неглибоким морем, яке сполучало Панталасу на півночі з Тетісом на півдні. З сибірського боку це море було обмежене Уральськими горами. У Сибіру, в Антарктиці та в Індії панував помірний клімат.

## Рифтогенез і руйнація

Руйнація Пангеї (від Тріасового періоду до сучасного стану)

Руйнація Пангеї відбувалася трьома основними стадіями. Перший етап розпочався в ранній-середній юрі (близько 175 млн років тому), коли Пангея зазнала рифтогенезу від океану Тетіс на сході до Тихого океану на заході, що в кінцевому рахунку, призвело до появи суперконтинентів Лавразії і Гондвани. Рифтогенез, який відбувся між Північною Америкою та Африкою до появи низки рифтів. Один з рифтів призвів до утворення нового океану — Півночі Атлантичного океану
Атлантичний океан не відкривався рівномірно; рифтогенез розпочався в північно-центральній частині Атлантичного океану. Південна Атлантика не була відкрита до крейди, коли Лавразія почала обертатися за годинниковою стрілкою, і почала дрейф на північ з Північною Америкою на півночі, і Євразією на півдні. Рух за годинниковою стрілкою Лавразії призвів врешті-решт до закриття океану Тетіс. Між тим, з іншого боку Африки і вздовж суміжних країв східної Африки, Антарктиди і Мадагаскару, виникали нові рифти, що призвело до утворення на південному заході Індійського океану, який відкрився у крейді.
Другий великий етап руйнації Пангеї розпочався в ранній крейді (150-140 млн років тому), коли Гондвана зазнала руйнації на кілька континентів (Африка, Південна Америка, Індія, Антарктида і Австралія). Розкриття жолобу Тетис, ймовірно, викликало утворення Африки, Індії та Австралії що рухалися на північ, утворюючи південну частину Індійського океану. На початку крейди, Атлантія, сьогоденні Південна Америка та Африка, відокремились від східної Гондвани (Антарктида, Індія та Австралія). Пізніше, у середині крейдяного періоду, Гондвана зазнала руйнації, відкриваючи південну частину Атлантичного океану, тоді як Південна Америка почала дрейф на захід від Африки. Південна Атлантика не розкривалася рівномірно рифтогенез відбувався з півдня на північ.
Крім того, в той же час, Мадагаскар та Індія почали відділятися від Антарктиди і рушили на північ, відкриваючи Індійський океан. Мадагаскар та Індія відокремились один від одного 100-90 млн років тому в пізній крейді. Індія продовжувала рухатися на північ у бік Євразії в 150 мм/рік, закриваючи східну частину океану Тетіс, в той час як Мадагаскар зупинив дрейф через блокування Африканською платформою. Нова Зеландія, Нова Каледонія і решта Зеландії почала відділятися від Австралії, рухаючись на схід, до Тихого океану і відкриваючи Коралове і Тасманове моря.
Третій основний і заключний етап руйнації Пангеї відбувся на початку кайнозою (палеоген-олігоцен). Лавразія зазнала руйнації, коли Північна Америка/Гренландія (або Лаврентія) відкололася від Євразії, відкриваючи Норвезьке море 60-55 млн років тому, Атлантичний і Індійський океани продовжували розширюватися, закриваючи океан Тетіс.
Тим часом, Австралія відокремилася від Антарктиди і розпочала швидкий дрейф на північ, до зіткнення зі східною Азією. Австралія та Індія в даний час рухається на північний схід зі швидкістю 50-60 мм/рік. Антарктида лишилася довкола Південного полюсу, де розпочалося формування Пангеї близько 280 млн років тому. Індія зазнала колізії з Азією, приблизно 35 млн років тому, при цьому відбувався гімалайський орогенез, а також закриття океану Тетіс; ця колізія продовжується і сьогодні. Африканська плита почали міняти напрямок руху, із заходу на північний захід в бік Європи. Південна Америка почала рух у північному напрямку, відокремлюючись від Антарктиди і що дозволило утворитися повній океанічній циркуляції навколо Антарктиди. Ця циркуляція, разом із зменшенням концентрації атмосферного вуглекислого газу, викликали швидке охолодження Антарктиди і утворення льодовиків, що об'єднались у сьогоденний Антарктичний льодовиковий щит
Пангея стала дробитися наприкінці Тріасового періоду (~200 мільйонів років тому) по рифту, який відділяв Північну Америку від Африки. Рифт був схожий на сучасний рифт долини річки Йордан та Мертвого моря, оскільки він був розташований у таких самих пустельних умовах тропічної широти. На тому місці було знайдено відклади евапоритів. Рифт відкрив північну частину сучасного Атлантичного океану та відокремив північ Пангеї від її півдня. Це призвело до появи двох нових континентів — Гондвани та Лавразії. Відкриття океану принесло вологість та опади у посушливі райони пустель.
З погляду клімату, існування кількох континентів сприяє океанським течіям та взаємодії між морським та материковим середовищами. Це, у свою чергу, приносить опади та збільшує у декілька разів шанси розвитку нових видів — таких, наприклад, як сумчастих, які розвилися в Австралії та у Південній Америці, що були відокремлені від інших континентів.